# Tanaissus microthymus
Tanaissus microthymus is een naaldkreeftjessoort uit de familie van de Tanaissuidae. De wetenschappelijke naam van de soort is voor het eerst geldig gepubliceerd in 2009 door Bird & Bamber.